# Centaurea carolipauana
Centaurea carolipauana — вид квіткових рослин айстрових (Asteraceae). Ендемік Марокко.